# Deserted Fear
Deserted Fear est un groupe allemand de death metal, originaire d'Eisenberg, en Thuringe.

## Histoire
Le groupe est formé en 2007 à Eisenberg, en Thuringe. En 2010, la première démo est publiée, et fin 2011, l'enregistrement du premier album My Empire débute, avec Dan Swanö comme producteur. Le 28 septembre 2012, l'album sort sur FDA Rekotz/Soulfood. Le 24 octobre 2014, le deuxième album Kingdom of Worms sort. Via Century Media Records, le troisième album Dead Shores Rising sort le 27 janvier 2017. En mai 2017, le groupe apparait dans un spot publicitaire de la chaîne de magasins d'électronique Saturn, dans lequel il faisait la promotion d'une action de vente de disques de heavy metal. Le 14 avril 2018, l'EP A Morbid Vision / The Path of Sorrow sort et le 10 janvier 2019, le groupe devient le sponsor maillot officiel de l'équipe U-14 du club de basket-ball Science City Jena. Le 8 février 2019, le quatrième album studio Drowned by Humanity sort. Il est suivi par des apparitions dans des festivals et une tournée avec At the Gates et Nifelheim. Avec le début de la pandémie de Covid-19, les membres du groupe se retirent d'abord dans leur vie privée.
Au cours de l'été 2020, une Néerlandaise porte des accusations d'agression sexuelle contre le bassiste de tournée du groupe sur différents médias sociaux. En raison de l'hostilité massive sur Facebook et Instagram ainsi que dans l'environnement personnel des membres du groupe, tous les canaux concernés sont désactivés. En janvier 2021, le groupe fait savoir dans un communiqué que les accusations ne correspondaient pas à la vérité et que le tribunal de grande instance de Hambourg avait donc interdit toute diffusion ultérieure de ces accusations. Après une longue pause, le groupe sort un single en août 2021 avec le nouveau morceau Funeral of the Earth, dont la face B contenait une reprise d'In Flames, Artifacts of the Black Rain. Le 4 mars 2022, le cinquième album studio Doomsday sort chez Century Media.
Le chanteur et guitariste Manuel Glatter et le guitariste Fabian Hildebrandt vivent avec leurs familles dans une maison jumelée à Bucha près de Jena.

## Style musical
Le groupe joue du death metal classique, avec des influences marquantes de groupes comme Dismember et Asphyx, entre autres. L'utilisation d'accroches est caractéristique, ce qui confère aux chansons une grande facilité d'accès dans le contexte du death metal. Outre des éléments de death metal classique (surtout suédois), on trouve également dans les compositions des éléments de thrash metal. Frank Albrecht du magazine Rock Hard qualifie le premier album du groupe de « véritable bombe qui devrait mettre à genoux tous ceux qui aiment des groupes comme Hail of Bullets, God Dethroned, les premiers Death ou Benediction ». Alexander Renner attribue 13 points sur 15 possibles dans sa critique pour le magazine Legacy. Dans le Metal Hammer, Tom Lubowski décrit Doomsday comme suit : « Avec un orage de basses fréquences oppressant et une bonne dose de mélodie, les Thuringiens font comme leurs modèles suédois et allient accroche et brutalité », mais il critique également le fait que Deserted Fear « ne fait que suivre le sillage de ces figures de proue sur de longues distances ». Il a attribué 4,5 points sur 7.

## Discographie
- 2012 : My Empire (FDA Rekotz/Soulfood)
- 2014 : Kingdom of Worms (FDA Rekotz/Soulfood)
- 2017 : Dead Shores Rising (Century Media)
- 2019 : Drowned by Humanity (Century Media)
- 2022 : Doomsday (Century Media)
- 2025 : Veins of fire (Deserted Fear)